# Transponder Mandatory Zone

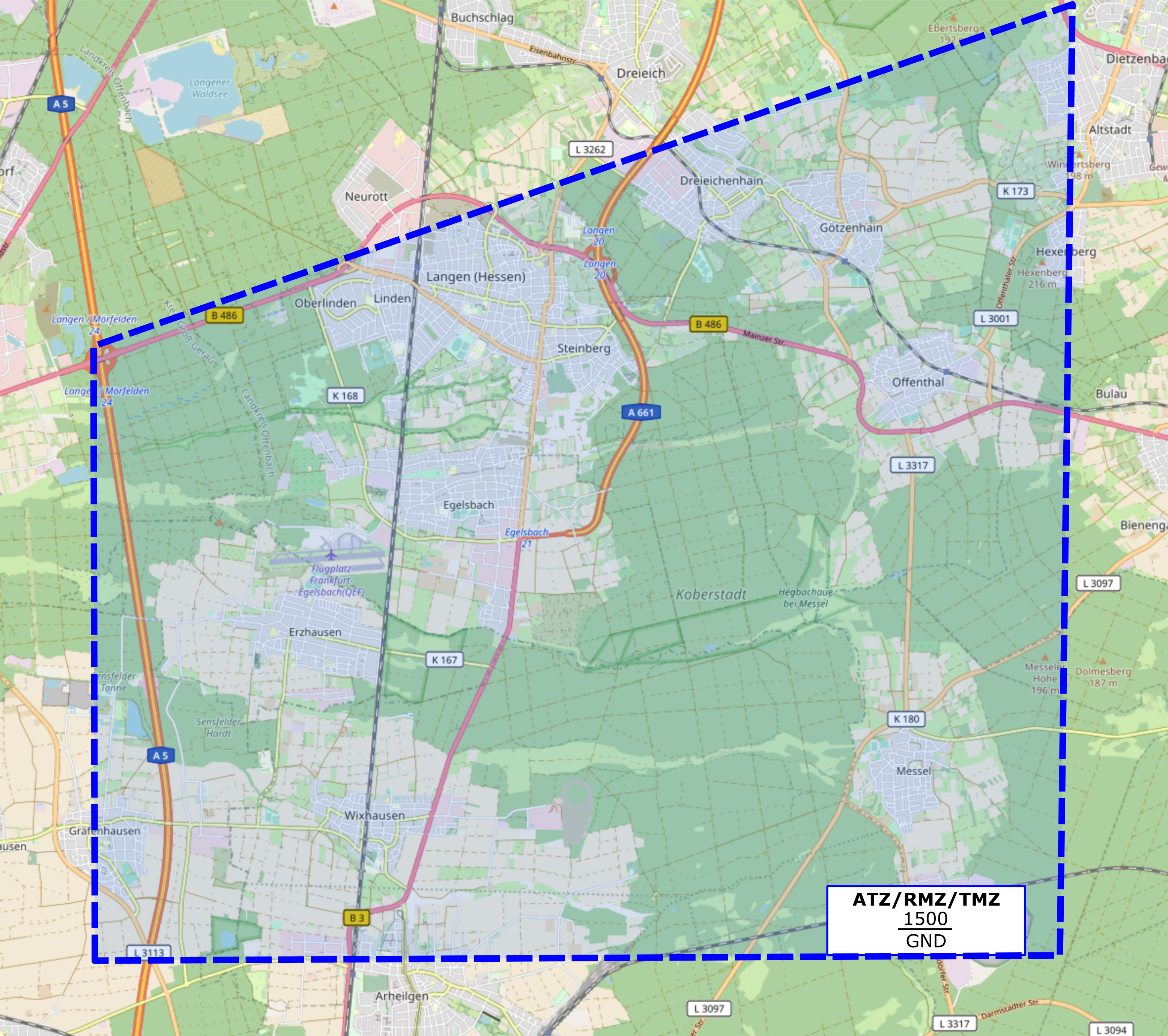
Transponder Mandatory Zone (TMZ) um den Flugplatz Egelsbach, kombiniert mit Radio Mandatory Zone (RMZ) und Aerodrome Traffic Zone (ATZ).
(Hinweis: Für Navigationszwecke bitte Kartenmaterial mit offiziellem Flugsicherungsaufdruck verwenden.)

Eine Transponder Mandatory Zone (TMZ) ist ein Bereich des Luftraums, in dem für alle Luftfahrzeuge das Mitführen und Verwenden eines Transponders mit automatischer Höhenübermittlung vorgeschrieben ist. Bei Sichtflügen (VFR) ist der Transponder auf Code 7000 zu setzen.
TMZ wurden in der Umgebung von Regionalflugplätzen festgelegt, um dort den an- und abfliegenden IFR- und VFR-Verkehr zu schützen. Sie sind Teil des kontrollierten Luftraumes E (Echo), daher sind Freigaben der Flugverkehrskontrolle für VFR-Flüge am Tag nicht erforderlich.
Seit April 2017 werden für die jeweilige TMZ Transpondercodes mit zugehörigen Funkfrequenzen auf der ICAO-Karte veröffentlicht. Für den Aufenthalt in der TMZ wird die Schaltung dieser Transpondercodes – verbunden mit Hörbereitschaft auf der zugehörigen Frequenz – dringend empfohlen. (NfL 1-958-17)